# Barano d’Ischia
Barano d’Ischia ist eine Gemeinde mit 10.002 Einwohnern (Stand 31. Dezember 2023) in der Metropolitanstadt Neapel, Region Kampanien.
Die Nachbarorte von Barano d’Ischia sind Casamicciola Terme, Ischia und Serrara Fontana.

## Bevölkerungsentwicklung
Zwischen 1991 und 2001 stieg die Einwohnerzahl von 7738 auf 8591. Dies entspricht einem prozentualen Zuwachs von 11,0 %.